# Karl von Hülsen
Traugott Eugen Moritz Karl von Hülsen (* 13. Januar 1824 in Trier; † 11. Juni 1888 in Merseburg) war ein deutscher Verwaltungsbeamter und modernisierte das öffentlich-rechtliche Versicherungswesen Deutschlands.

## Herkunft
Er entstammte einem alten friesischen Adelsgeschlecht aus dem 13. Jahrhundert, das im 16. Jahrhundert in Ostpreußen einwanderte. Seine Eltern waren Lobegott Friedrich Karl von Hülsen (* 11. November 1785; † 29. Juli 1862) und dessen Ehefrau Emilie Pauline Juliane von Bornack (* 9. Februar 1796; † 19. Februar 1828). Sein Vater heiratete 1829 Auguste Luise Lübbert (* 7. Juli 1799; 15. April 1870).

## Leben
Nach dem Studium der Rechtswissenschaften in Breslau und Berlin trat Hülsen am 31. Mai 1852 eine Stelle als königlich preußischer Regierungsassessor in der Regierung in Magdeburg an. Zu seinem Aufgabengebiet zählte auch die Aufsicht über die Versicherungsgesellschaften der Region. 1856 wurde er Assistent des Generaldirektors der „Magdeburgischen Land-Feuersozietät“, Karl Ludwig von der Schulenburg-Altenhausen. 1862/63 wurde er zum preußischen Kriegsminister Albrecht Graf von Roon abgeordnet, um dort im Rahmen der Heeresreform als Verwaltungsfachmann zu helfen. Auf Vorschlag des Oberpräsidenten der Provinz Sachsen, Hartmann von Witzleben, der ihn aus der Magdeburger Zeit kannte, wurde Hülsen am 4. März 1863 zum Generaldirektor der in Merseburg ansässigen Land-Feuersozietät des preußischen Herzogtums Sachsen gewählt. Der preußische König Wilhelm I. genehmigte die Wahl am 27. Juli 1863. 
Hülsen leitete die von ihm modernisierte Institution über einen Zeitraum von annähernd 25 Jahren. Darüber hinaus gilt er als Reorganisator des öffentlich-rechtlichen Versicherungswesen in Deutschland. Auf Hülsen ging die Gründung von Vereinigungen verschiedener öffentlich-rechtlicher Versicherungen zurück. Er engagierte sich stark in der Verbandsarbeit, die der Bündelung der Interessen der öffentlichen Versicherer diente. Hülsen führte bei den öffentlichen Versicherungen Konzepte, wie nach Gefahrenklassen gestufte Beiträge ein, die in der privaten Versicherungswirtschaft bereits praktiziert wurden und nutzte auch Instrumente wie die Rückversicherung. Darüber hinaus dehnte er die Geschäftsaktivitäten auch auf Mobiliarversicherungen aus und beschäftigte sich mit dem Gedanken einer öffentlich-rechtlichen Lebensversicherung, die jedoch erst in späterer Zeit eingeführt wurde.
Er war Gutsherr auf Hemsendorf bei Jessen (Elster).

## Familie
Hülsen heiratete am 17. Juni 1852 in Dresden Ignes von Ohlen und Adlerscron (* 20. Februar 1829 in Breslau, Niederschlesien; † 3. März 1895 auf Gut Hemsendorf), die Tochter des königlich preußischen Hauptmanns und Gutsbesitzers Albert von Ohlen und Adlerscron, Gutsherr auf Reppersdorf und anderen, und der Hedwig Eßlair. Das Ehepaar hatte mehrere Kinder:
- Lobegott Maximilian Johannes (Hans) (* 31. Mai 1856; † 26. Juni 1934) ⚭ Anna Sophie Renate von Rosen (* 25. Januar 1871; † 23. März 1940)
- Anna Eleonore Jenny Marie (* 2. Juni 1858; † 27. September 1872)
- Ehregott Wilhelm Karl (* 11. Oktober 1859; † 31. Juli 1903), Major i. G. ⚭ 1894 Leonore von Moltke (* 22. Oktober 1875; † 1961), Tochter des Generalleutnants Wilhelm von Moltke (1845–1905)